# 응갈롭인
응갈롭인(종카어: སྔལོངཔ)은 티베트에서 기원한 민족으로, 9세기 이후 오늘날의 부탄으로 이주해왔다. 언어는 고대 티베트어에서 파생된 종카어를 구사하며, 종교는 티베트 불교를 믿는다. 티베트 문화를 부탄에 이식했으며 부탄의 주류 민족(인구의 60%)이기에 부탄인(Bhutanese)이라고도 한다. 하지만 부탄에는 적지 않은 렙차인, 림부인, 로챰파인, 몬파인들도 소수민족으로 거주하고 있다. 언어는 중국 티베트어족으로 분류되지만 확실하지 않다. 중국 한족과는 친족관계가 아니다.